# Glaphyromorphus clandestinus
Glaphyromorphus clandestinus är en ödleart som beskrevs av  Conrad J. Hoskin och COUPER 2004. Glaphyromorphus clandestinus ingår i släktet Glaphyromorphus och familjen skinkar. Inga underarter finns listade i Catalogue of Life.